# Zara Whites
Zara Whites, pseudonimo di Esther Kooiman (Hoeksche Waard 's-Gravendeel, 8 novembre 1968), è un'ex attrice pornografica, blogger e attivista olandese naturalizzata francese. Ha scritto due autobiografie.

## Biografia
A Rotterdam lavora come escort dall'età di 19 anni. Nel 1989 si trasferisce in Italia, dove diventa una ragazza cin cin nel programma televisivo Colpo grosso in cui è la ciliegia. Successivamente diventa l'amante di un conte italiano, dopo la rottura con lui si trasferisce a Parigi. A Parigi, ha posato in servizi fotografici per Playboy e Penthouse quindi partecipa al film porno Buttman's Ultimate Workout. Nel 1991 è diventata una star grazie al film Rêves de cuir. È stata per un certo periodo la compagna dell'attore Roberto Malone.
Nel 1991 si trasferisce negli Stati Uniti, ma oggi risiede in Francia, dove si dedica alla famiglia (è sposata ed ha due figli); è un'attivista vegetariana e ambientalista. Nel 1992, passa al genere soft con la serie Joy diffusa dal canale M6. Nel 1998 partecipa al film saffico La dresseuse di Alain Payet. Nel 2001 smette l'attività di attrice.
Dopo la lettura del libro L'ultima ora di sole ancestrale di Thom Hartmann ha cominciato ad impegnarsi per la tutela ambientale e animale, in particolare anche con l'associazione PETA. In occasione delle elezioni legislative in Francia del 2007, si è candidata con il nome di Esther Spincer.
Dal maggio 2011 è la segretaria nazionale dell'Alliance écologiste indépendante, carica che lascia nel dicembre 2011.

## Riconoscimenti
- AVN awards
  - 1992 – Best Group Sex Scene (video) per Buttman's European Vacation con Rocco Siffredi e Silver Forest[5]

- XRCO Award
  - 1992 – Best Group Scene per Buttman's European Vacation con Rocco Siffredi e Silver Forest[6]

- Hot d'Or
  - 1992: Hot d'Or miglior attrice straniera per il film Rêves de cuir.
  - 1994: Hot d'Or d'Honneur.

## Filmografia
- Challenge (1989)
- Anal Nation 1 (1990)
- As Dirty as She Wants to Be (1990)
- Bruce Seven's Most Graphic Scenes 1 (1990)
- Buttman's Ultimate Workout (1990)
- Catalina Five-0: Sabotage (1990)
- Catalina Five-0: Tiger Shark (1990)
- Catalina Five-0: Undercover (1990)
- Desire (1990)
- Gorgeous (1990)
- House of Dreams (1990)
- Model Wife (1990)
- Secrets (1990)
- Adult Video News Awards 1991 (1991)
- Amy Kooiman (1991)
- Beach Party (1991)
- Blue Angel (1991)
- Buttman's European Vacation 1 (1991)
- Casual Sex (1991)
- Crossing Over (1991)
- Curse of the Cat Woman (1991)
- Heavy Petting (1991)
- Indiscretions (1991)
- Italian Inferno (1991)
- Journey into Darkness (1991)
- Kiss it Goodbye (1991)
- Lady Vices (1991)
- Leather Dreams (1991)
- Lethal Woman (1991)
- Mark Of Zara (1991)
- More Dirty Debutantes 7 (1991)
- Mystery of Payne (1991)
- Nurse Nancy (1991)
- Object of Desire (1991)
- Obsession (1991)
- Postcards From Abroad (1991)
- Potere (1991)
- Private Affairs 1 (1991)
- Sophisticated Lady (1991)
- Titillation 3 (1991)
- Wicked Fascination (1991)
- Zara's Revenge (1991)
- Adult Video News Awards 1992 (1992)
- Andrew Blake's Girls (1992)
- Bad Girls 2 (1992)
- Buttman's Butt Freak 1 (1992)
- French Open (1992)
- Tutta una vita (1992)
- Ready Willing And Anal (1992)
- Secret Fantasies 2 (1992)
- Spellbound (1992)
- Taste of Zara (1992)
- Best of Andrew Blake (1993)
- Compendium Of Bruce Seven's Most Graphic Scenes 2 (1993)
- Compendium Of Bruce Seven's Most Graphic Scenes 4 (1993)
- Naughty Nurses (1993)
- Sarah Young's Private Fantasies 17 (1993)
- Legend (1995)
- L'intesa (1995)
- Amsterdam Nights 2 (1996)
- Triple X 15 (1996)
- Buttman's Award Winning Orgies (1997)
- Lovin' Spoonfuls 9: More Best of Dirty Debutantes (1997)
- Sextasy 9: Eager Beavers (1998)
- Betisier du X 1 (1999)
- Dresseuse (1999)
- Entre femmes (1999)
- Lovin' Spoonfuls 25 (1999)
- Buttman's Early Scenes with Rocco (2000)
- Divina (2001)
- Dirty Debutantes: Best Scenes 2 (2004)
- Great White North 1 (2005)
- Four Legged Frolic (2006)
- Swedish Erotica 92 (2007)
- Gallop on His Pole (2008)

Televisione
- “Colpo Grosso”, Italia 7